# Heinrich Behmann
Heinrich Behmann (Bremen, 10 de janeiro de 1891 – Bremen, 3 de fevereiro de 1970) foi um matemático alemão. Especialista em teoria dos conjuntos, trabalhou principalmente com antinomia e lógica de predicados.

## Vida
Behmann estudou matemática na Universidade de Tübingen, Universidade de Leipzig e Universidade de Göttingen. Na Primeira Guerra Mundial levou um tiro na cabeça e foi condecorado com a Cruz de Ferro de Segunda Classe. Obteve um doutorado em 1918 sob orientação de David Hilbert, com a tese "Die Antinomie der transfiniten Zahl ind ihre Auflösung durch die Theorie von Russell und Whitehead". Em 1938 foi Professor Extraordinário de Matemática na Universidade de Halle-Wittenberg, e despedido em 1945 devido à sua associação ao Partido Nacional Socialista dos Trabalhadores Alemães.

## Obras
- Die Antinomie der transfiniten Zahl und ihre Auflösung durch die Theorie von Russell und Whitehead. Dissertation, Göttingen 1918
- Mathematik und Logik. B.G. Teubner, Leipzig 1927